# Felice Fanetti
Felice Fanetti, italijanski veslač, * 20. februar 1914, Cremona, † 25. april 1974, 
Fanetti je za Italijo nastopil na Poletnih oilimpijskih igrah 1948 v Londonu. S soveslačem Brunom Bonijem je v dvojcu brez krmarja osvojil bronasto medaljo.